# Batalla de Los Llanos de Santa Rosa
La Batalla de Los Llanos de Santa Rosa se libró el 22 de febrero de 1852 entre la coalición de los ejércitos guatemaltecos y salvadoreños contra el ejército hondureño al mando de José Trinidad Cabañas . 

## La batalla
En 1852, bajo el general José Trinidad Cabañas, se dirigieron las fuerzas hondureñas a Los Llanos de Santa Rosa (actualmente Santa Rosa de Copán) para defender las fábricas de tabaco, las plantaciones y las producciónes de tabaco contra las invasiones de los ejércitos guatemalteco y salvadoreño. A pesar de estar superados numéricamente (800 vs. 2,700), el ejército hondureño, liderado por Cabañas, derrotó a las fuerzas combinadas. 